# Bembidion pygmaeum
Bembidion pygmaeum es una especie de escarabajo del género Bembidion, familia Carabidae. Fue descrita científicamente por Fabricius en 1792.
Se distribuye por Albania, Austria, Bielorrusia, Bélgica, Bosnia y Herzegovina, Bulgaria, Croacia, Chequia, Estonia, Finlandia, Francia, Alemania y Hungría, Italia, Letonia, Lituania, Macedonia, Moldavia, Polonia, Rumania, Rusia, Serbia, Eslovaquia, Eslovenia, España, Suiza y Ucrania.
Esta especie posee una longitud corporal de 3,5 a 4,2 milímetros, vive en suelos donde abunda la arena y arcilla, generalmente sobre los bordes de agua. También es común que frecuenten pastizales, taludes y áreas boscosas.